# Holger von Hartlieb
Holger von Hartlieb (* 1950) ist ein deutscher Jurist und Schauspieler.

## Werdegang
Er wurde 1950 als Sohn des Juristen Horst von Hartlieb geboren.
Von Hartlieb studierte Rechtswissenschaften in München und ist dort seit 1977 als zugelassener Rechtsanwalt mit eigener Kanzlei im Spezialgebiet Medienrecht tätig. Ein Schwerpunkt seiner Tätigkeit bildet das Jugendschutzrecht, insbesondere im Hinblick auf angestrebte FSK-Freigaben, die Vertretung in Indizierungsverfahren der Bundesprüfstelle für jugendgefährdende Medien sowie Beschlagnahmeverfahren bei Trägermedien.
Holger von Hartlieb ist Mitglied der FSK-Grundsatzkommission.
Seit dem Tod seines Vaters gibt er gemeinsam mit Mathias Schwarz das Standardwerk Handbuch des Film-, Fernseh- und Videorechts heraus.
Seit den 1960er Jahren trat er in verschiedenen Bands als Musiker auf. Seit 1995 spielt er in der Oldie-Tanzband Bad Censorship, seit 2002 in der Partyband The Chartbreakers. Gelegentlich trat von Hartlieb als Schauspieler in Erscheinung, so unter anderem in mehreren Folgen der Fernsehreihe Tatort, in denen er meist Anwälte verkörperte.

## Filmografie
- 1997: Tatort: Nahkampf
- 1999: Straight Shooter
- 2000: Tatort: Kalte Herzen
- 2001: Tatort: Der Präsident
- 2001: Tatort: Exil!
- 2002: Tatort: Undercover
- 2019: Tatort: Maleficius

## Werke
- Holger von Hartlieb, Mathias Schwarz (Hrsg.): Handbuch des Film-, Fernseh- und Videorechts. Verlag C.H.Beck, 5. Aufl. 2011